# کادری یتما
کادری یتما (استونیایی: Kadri Jäätma؛ زادهٔ ۱ ژانویهٔ ۱۹۶۱) سیاستمدار و نماینده سابق اهل استونی است.